# Allium moly
Allium moly es una especie de planta perenne. Esta planta tiene un bulbo comestible que es utilizado como planta medicinal y como planta ornamental. Es originaria de España y del sur de Francia.

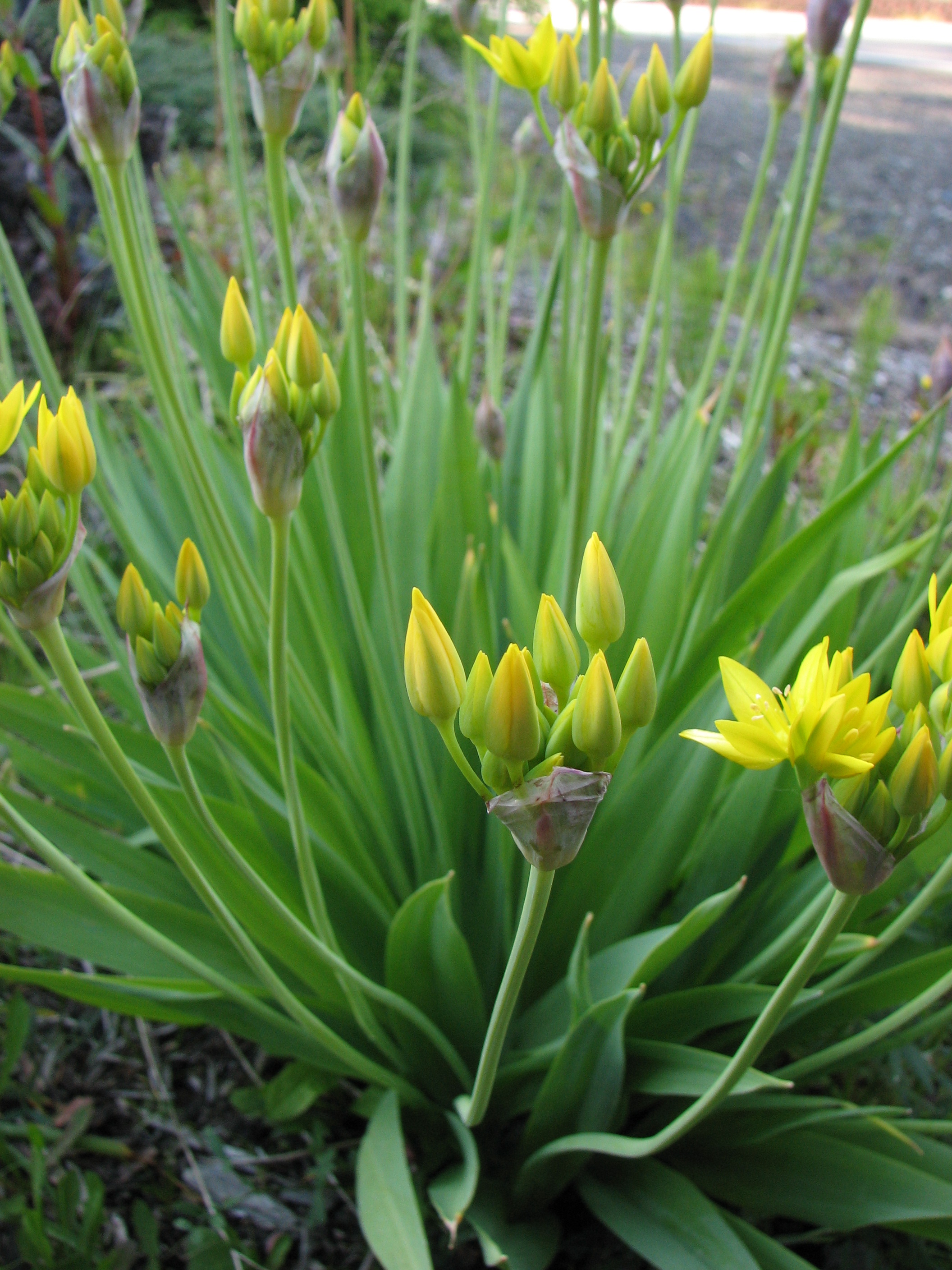
Vista de la planta

## Descripción
Es una planta perenne que alcanza los 20-40 cm de altura. Glabra, con bulbo ovoide de color marrón, los tallos rígidos, cilíndricos, instalado en la base de una sola hoja lanceolada-acuminada de 1-2 cm de ancho, plana y lisa, un poco rígida. Las flores son amarillas y grandes, se producen en umbelas.

## Distribución y hábitat
Se encuentran en las áridas colinas de piedra caliza en las montañas del Aude, y en los Bajos Alpes de Francia, a veces son cultivadas y escapan del cultivo. Se extiende a España y Transilvania.

## Propiedades
Aunque no hay una mención específica de los usos medicinales que se han observado en esta especie, los miembros de este género son, en general, muy saludables para la dieta. Contienen compuestos de azufre (que les dan sabor a cebolla) y cuando se añade a la dieta de manera regular ayudan a reducir los niveles de colesterol en la sangre, actúan como un tónico para el sistema digestivo y tonifican el sistema circulatorio.

### Otros usos
El jugo de la planta se utiliza como repelente de la polilla. Se dice que toda la planta repele a los insectos.

## Taxonomía
Allium moly fue descrita por Carolus Linnaeus  y publicado en Sp. Pl. 1: 301. 1753
Etimología
Allium: nombre genérico muy antiguo. Las plantas de este género eran conocidos tanto por los romanos como por los griegos. Sin embargo, parece que el término tiene un origen celta y significa "quemar", en referencia al fuerte olor acre de la planta. Uno de los primeros en utilizar este nombre para fines botánicos fue el naturalista francés Joseph Pitton de Tournefort (1656-1708).
moly: epíteto
Sinónimos
- Cepa moly (L.) Moench, Methodus: 244. 1794.
- Kalabotis moly (L.) Raf., Fl. Tellur. 2: 19. 1837.
- Molyza moly (L.) Salisb., Gen. Pl.: 92. 1866, nom. inval.
- Allium aureum Lam., Fl. Franç. 3: 260. 1778.
- Allium flavum Salisb., Prodr. Stirp. Chap. Allerton: 235. 1796, nom. illeg. non L. (1753).
- Allium moly var. bulbilliferum Rouy, Fl. France 12: 373. 1910.

## Nombre común
- Castellano: cebolleta, suspiros del sol.[7]